# Список умерших в 1703 году
В этой статье представлен список известных людей, умерших в 1703 году.
- См. также: Категория:Умершие в 1703 году

## Январь
- 11 января — Иоганн Георг Гревиус, немецкий классический филолог и текстовый критик (родился в 1632)

## Март
- 3 марта — Роберт Гук, английский физик (родился в 1635)
- 31 марта — Иоганн Кристоф Бах, немецкий композитор (родился в 1642)

## Май
- 16 мая — Шарль Перро, французский писатель, который был известен, прежде всего, его сборником сказок (родился в 1628)
- 26 мая — Самуэль Папюс, британский писатель (родился в 1633)

## Сентябрь
- 22 сентября — Винченцо Вивиани, математик и физик (родился в 1622)

## Октябрь
- 28 октября — Джон Валлис, английский математик (родился в 1616)